# Boks na Igrzyskach Afrykańskich 1999
Turniej bokserski VII Igrzysk Afrykańskich odbył się w dniach 10–18 września 1999 w Johannesburgu (Republika Południowej Afryki). Był równocześnie kwalifikacją do Igrzysk Olimpijskich w Sydney w 2000. Kwalifikowali się finaliści poszczególnych kategorii.

## Medaliści
| Kategoria                      | Złoty                                         | Srebrny                               | Brązowy                                                                      |
| waga papierowa (48 kg)         | Muhamed Kizito · Uganda                       | Phumzile Mathyila · Południowa Afryka | Abdulharim Elzaid · Egipt · Sebusiso Keketsi · Lesotho                       |
| waga musza (51 kg)             | Celestin Augustin · Madagaskar                | Nacer Keddam · Algieria               | Zolani Marali · Południowa Afryka · Jackson Asiku · Uganda                   |
| waga kogucia (54 kg)           | Abdul Tebazalwa · Uganda                      | Riaz Durgahed · Mauritius             | Moez Zemzeni · Tunezja · Herman Ngoudjo · Kamerun                            |
| waga piórkowa (57 kg)          | Noureddine Medjehoud · Algieria               | Adam Kassim Napa · Uganda             | Chille Mandayen · Republika Środkowoafrykańska · Yohannes Sheferaw · Etiopia |
| waga lekka (60 kg)             | Jesus Kibunde · Demokratyczna Republika Konga | Naoufel Ben Rabah · Tunezja           | Gilbert Khunwane · Botswana                                                  |
| waga lekkopółśrednia (63,5 kg) | Ajose Olusegun · Nigeria                      | Mohamed Allalou · Algieria            | Frederick Munga · Kenia · Ben Neequays · Ghana                               |
| waga półśrednia (67 kg)        | Kamel Chater · Tunezja                        | Aegawj Tsegasellase · Etiopia         | Mosolesa Tsie · Lesotho · Fadel Shaban · Egipt                               |
| waga lekkośrednia (71 kg)      | Mohamed Hikal · Egipt                         | Osumanu Adama · Ghana                 | Salah Marmouri · Tunezja · Stephane Nzue-Mba · Gabon                         |
| waga średnia (75 kg)           | Ramadan Yasser · Egipt                        | Albert Eromsole · Nigeria             | Abdelghani Kinzi · Algieria · Peter Kariuki · Kenia                          |
| waga półciężka (81 kg)         | Muhammad Bahari · Algieria                    | Albert Jegbefumere · Nigeria          | Danie Venter · Południowa Afryka                                             |
| waga ciężka (91 kg)            | Mohamed Azzaoui · Algieria                    | Mustafa Amrou · Egipt                 | Braimah Kamoko · Ghana · Bizango Mboto · Demokratyczna Republika Konga       |
| waga superciężka (>91 kg)      | Ahmed Abdel Samad · Egipt                     | Michael Macaque · Mauritius           | Hillaire Simo · Kamerun · Teke Oruh · Nigeria                                |

## Klasyfikacja medalowa
| Poz.    | Państwo                       |    |    |    | Razem |
| ------- | ----------------------------- | -- | -- | -- | ----- |
| 1       | Algieria                      | 3  | 2  | 1  | 6     |
| 2       | Egipt                         | 3  | 1  | 2  | 6     |
| 3       | Uganda                        | 2  | 1  | 1  | 4     |
| 4       | Ghana                         | 1  | 1  | 2  | 4     |
| 4       | Tunezja                       | 1  | 1  | 2  | 4     |
| 6       | Demokratyczna Republika Konga | 1  | 0  | 1  | 2     |
| 7       | Madagaskar                    | 1  | 0  | 0  | 1     |
| 8       | Nigeria                       | 0  | 2  | 1  | 3     |
| 9       | Mauritius                     | 0  | 2  | 0  | 2     |
| 10      | Południowa Afryka             | 0  | 1  | 2  | 3     |
| 11      | Etiopia                       | 0  | 1  | 1  | 2     |
| 12      | Kamerun                       | 0  | 0  | 2  | 2     |
| 12      | Kenia                         | 0  | 0  | 2  | 2     |
| 12      | Lesotho                       | 0  | 0  | 2  | 2     |
| 15      | Gabon                         | 0  | 0  | 1  | 1     |
| 15      | Republika Środkowoafrykańska  | 0  | 0  | 1  | 1     |
| 15      | Tanzania                      | 0  | 0  | 1  | 1     |
| Łącznie | Łącznie                       | 12 | 12 | 22 | 46    |